# Abbaye de Schöntal
L’abbaye de Schöntal est une ancienne abbaye cistercienne, située en Bade-Wurtemberg, dans la ville de Schöntal. Fondée en 1157 par les moines de Maulbronn, elle est notamment connue pour le Liber revelationum de son abbé Richalm, au XIIIe siècle.
Au XVIIe siècle, sous l'impulsion de l'abbé commendataire Benedikt Knittel, elle est reconstruite en style baroque, sous la maîtrise d'œuvre de Leonhard Dientzenhofer puis de Johann Balthasar Neumann. L'abbaye est fermée en 1802, mais les bâtiments subsistent. En 1975, le diocèse de Rottenburg-Stuttgart fait de l'abbaye une maison d'accueil et de prière.

## Localisation
L'abbaye est située sur la rive gauche de la Jagst, dans la commune de Schöntal, mais entre les hameaux de Berlichingen (de) en aval et Bieringen (de) en amont.

## Histoire

### Fondation
L'abbaye est fondée en 1157 par les moines cisterciens de l'abbaye de Maulbronn.

### Moyen Âge
Vers 1200, l'abbé Richalm ou Richalmus rédige le Liber revelationum (« Livre des Révélations ») qui dresse un portrait très complet des habitudes, mais aussi des croyances et sensibilités des moines. Ce texte est traduit et commenté par Jean-Claude Schmitt en 2021 sous le titre Le Cloître des ombres.

### La reconstruction baroque
L'abbé Benedikt Knittel (1650–1732) décide de la reconstruction en style baroque de l'abbaye. Les travaux de reconstruction de l'église, du couvent ainsi que du cloître sont commencés par Leonhard Dientzenhofer et achevés par Johann Balthasar Neumann.

### Centre d'accueil diocésain
Depuis 1975, l'abbaye a été reprise par le diocèse de Rottenburg-Stuttgart, qui en a fait une maison d'accueil et de prière, ainsi que de formation chrétienne.